# 古代日語8元音說
古代日語8母音說是一個有關日語元音變異的假說，由橋本進吉提出。這個假說認為：日語最初有8個不同的元音，而且跟其他阿爾泰語系的語言一樣遵從元音和谐律。後來由於語音的變遷，加上受到中國語音的影響，8個元音漸漸合併成為6個，到現在的5個。這個假說基於兩個事實：
1. 其一是萬葉假名有些在今日視為同音字的文字會用兩個不同的字來標音；
2. 其二是一些語言變化難以用今日日語的特點來解說。

現代日語的字母表一般稱之為「五十音圖」，這是因為這個表最初是由10行字母、每行五個音的表組成。然而，當學者研究日本在奈良時代之前的上古日語時，發現當時用來紀錄語音的萬葉假名，在今日語音的段段和オ段の及共14音的紀錄採用了兩組不同的假名去表示同一個音。這兩組音的運用一貫，並沒有混用的情況。語言學家把這兩組不同的假名以「甲類」、「乙類」的名稱去區分。
對於為何會有這種分別，語言學家眾說紛紜。其中一種說法指：當時的語音實際上並非只有5個母音，而是應該有8個母音。當中，今日的/i/、/e/及/o/其實在當時都有兩組不同的母音組成，分別被稱為"i1", "i2", "e1", "e2" 等。

## 參看
- 神代文字
- 元音和谐律
- 上代特殊假名遣

## 外部連結
- 太古的記憶：神代文字